# TRIP (アルバム)
『TRIP』（トリップ）は、日本の歌手・愛内里菜が2008年5月21日にGIZA studioから発売した6枚目のオリジナルアルバムである。

## 概要
- 前作以来約2年ぶりのリリースとなった。前作に引き続き、オリコンチャートにてTOP10入りを果たした。
- 自身初のアルバム2形態発売となり、それぞれジャケットが異なっている。
- 初回限定盤には特典DVDが同梱され、2007年11月に新木場STUDIO COASTで開催されたライブ映像に加え彼女のインタビューが収録されている。
- 今作のテーマは「香り」で、楽曲は全て香りをイメージして作られており、コンセプトアルバムの意味合いもある。
- タイトルにちなんで彼女がプロデュースする香水「TRIP」[2]も同日発売された。香水は追加販売もするほどヒットした。初回限定盤に「TRIP」香り付きカードとして封入された。
- アルバム発売を記念して、ディスクピア日本橋音楽館東側入口にてミニ写真展を開催。なお、「愛内里菜×フタバ図書〜香りのつまったアルバム フタバ図書にTRIP!!」というフタバ図書とのパネル展＆キャンペーンを実施。

## 収録曲

### CD
| 全作詞: 愛内里菜。 |                              |          |            |            |
| #                  | タイトル                     | 作詞     | 作曲       | 編曲       |
| 1.                 | 「TRIP」                     | 愛内里菜 | 津久井箇人 | 松田純一   |
| 2.                 | 「Harmony」                  | 愛内里菜 | 新井健史   | 新井健史   |
| 3.                 | 「I believe you 〜愛の花〜」 | 愛内里菜 | 後藤康二   | 後藤康二   |
| 4.                 | 「Mint」                     | 愛内里菜 | 泉田大志   | 泉田大志   |
| 5.                 | 「PARTY TIME PARTY UP」      | 愛内里菜 | 徳永暁人   | 大賀好修   |
| 6.                 | 「Creamy day」               | 愛内里菜 | 高森健太   | 藤原康平   |
| 7.                 | 「さくら色」                 | 愛内里菜 | 小林正範   | 松田純一   |
| 8.                 | 「薔薇が咲く 薔薇が散る」    | 愛内里菜 | 小島久尚   | 葉山たけし |
| 9.                 | 「Silent Motion」            | 愛内里菜 | corin.     | corin.     |
| 10.                | 「Marguerite」               | 愛内里菜 | carmine    | 平賀貴大   |
| 11.                | 「Secret Jasmine」           | 愛内里菜 | 長倉淳     | 長倉淳     |
| 12.                | 「眠れぬ夜に」               | 愛内里菜 | 後藤康二   | 後藤康二   |
| 13.                | 「A DAY TRIP」               | 愛内里菜 | 今井宏     | 古井弘人   |

### 楽曲解説
1. TRIP
日本テレビ系「汐留☆イベント部」2008年5月度テーマソング
イメージは薔薇色の香り。サビの歌詞にはアルバム収録全シングルのタイトルが隠されている。ビデオクリップが『PREMIER SHOT #4』に収録されている。
2. Harmony
イメージは希望の香り。
3. I believe you 〜愛の花〜
TBS系「恋するハニカミ!」2008年5月度テーマソング
イメージは純粋な綺麗な気持ちで、透き通るような光のような温かい香り。
4. Mint
日本テレビ系「スーパーチャンプル」2007年8月度エンディングテーマ
イメージはさわやかなミントの香り。
5. PARTY TIME PARTY UP
イメージはゴージャスな、女の子たちの甘くてセクシーな香り。
6. Creamy day
イメージはミルキーの香り。ビデオクリップが『PREMIER SHOT #4』に収録されている。
7. さくら色
イメージは淡く儚い香り。
8. 薔薇が咲く 薔薇が散る
テレビ朝日系アニメ「蒼天の拳」オープニングテーマ
イメージは高貴なバラの香り。
9. Silent Motion
イメージはちょっと危険な、魅惑な香り。ビデオクリップが『PREMIER SHOT #4』に収録されている。
10. Marguerite
イメージは初々しいピュアな香り。
11. Secret Jasmine
イメージはジャスミンの香り。
12. 眠れぬ夜に
エムティーアイ「music.jp」CMソング、TBS系「神さまぁ〜ず」2007年12月～2008年1月度エンディングテーマ
イメージは切ないけれど暖かい香り。
13. A DAY TRIP
意図的にオープニングの「TRIP」と対になっている。イメージは瞬間に出会う香り。

### 初回限定盤DVD

#### RINA AIUCHI R-Live vol.4 -THE FINAL TOKYO PARTY-
| #   | タイトル                | 作詞 | 作曲・編曲 |
| --- | ----------------------- | ---- | ---------- |
| 1.  | 「Mint」                |      |            |
| 2.  | 「yellow carpet」       |      |            |
| 3.  | 「PARTY TIME PARTY UP」 |      |            |
| 4.  | 「Sweet Peach Tree」    |      |            |
| 5.  | 「snow drop」           |      |            |
| 6.  | 「眠れぬ夜に」          |      |            |
| 7.  | 「∞INFINITY」           |      |            |
| 8.  | 「ROCK STEADY」         |      |            |
| 9.  | 「Red Bonds」           |      |            |
| 10. | 「インタビュー」        |      |            |